# Крестовоздвиженский монастырь (Уэйн)
Крестовоздви́женский монасты́рь (англ. Holy Cross Monastery, Пустынь Святого Креста, англ. The Hermitage of the Holy Cross, Крестовоздвиженская пустынь, англ. Holy Cross Hermitage) — православный англоязычный мужской монастырь Восточноамериканской и Нью-Йоркской епархии Русской зарубежной церкви, расположенный в округе Уэйн, штат Западная Виргиния.

## История
Крестовоздвиженская пустынь была основана в сентябре 1986 года иеромонахом Каллистом (Пазалосом) в Хаус-Спрингс, штат Миссури.
В 1992 году, после кончины иеромонаха Каллиста, монастырь был принят под духовное окормление Свято-Троицким монастырём в Джорданвилле и становится его подворьем.
За время своего существования пустынь ширилась и росла. В 1999 году число насельников пустыни возросло в два раза по сравнению со временем основания, и все имеющиеся келии для монахов были заполнены.
В 2000 году обитель получила в дар земельный участок в Западной Вирджинии от Мориса и Надежды Силл и с благословения настоятеля Свято-Троицкого монастыря архиепископа Лавра (Шкурлы) и духовника монастыря, игумена Георгия (Шейфера), было решено переместить монастырь. Переезд совершился 25 мая 2000 года.
9 ноября 2003 года сгорела монастырская гостиница.
После прибытия в монастырь в 2008 году иконы Божией Матери «Порт-Артурской», обитель стала быстро расти и процветать.
7 мая 2009 года решением Архиерейского Синода Кресто-Воздвиженскому подворью в Западной Вирджинии был присвоен статуса монастыря, после чего в обители прошло заседание братии с целью избрания нового настоятеля. Им был избран епископ Мэйфилдский Георгий.
В декабре 2012 года, на Рождество, монастырь выпустил первый номер англоязычного журнала «Kairos Quarterly».
25 июня 2013 года около 6 часов утра разрушительный пожар обрушился на Богородице-Рождественский скит и свечной завод на территории монастыря. Огонь не причинил монашествующим серьёзных, угрожающих жизни повреждений.
Летом того же года было начато строительство необходимого здания для хозяйственных нужд, где будет располагаться свечная мастерская вместо сгоревшей летом 2013 года. В хозяйственном здании также будет находиться промышленная пекарня, централизованный склад инструментов, комната для встреч монастырской братии
1 марта 2016 года на новом монастырском кладбище были перезахоронены останки основателя монастыря – иеромонаха Каллиста (Пазалоса), перенесённые с места основания в Хаус-Спрингс, шт. Миссури.

## Современное состояние

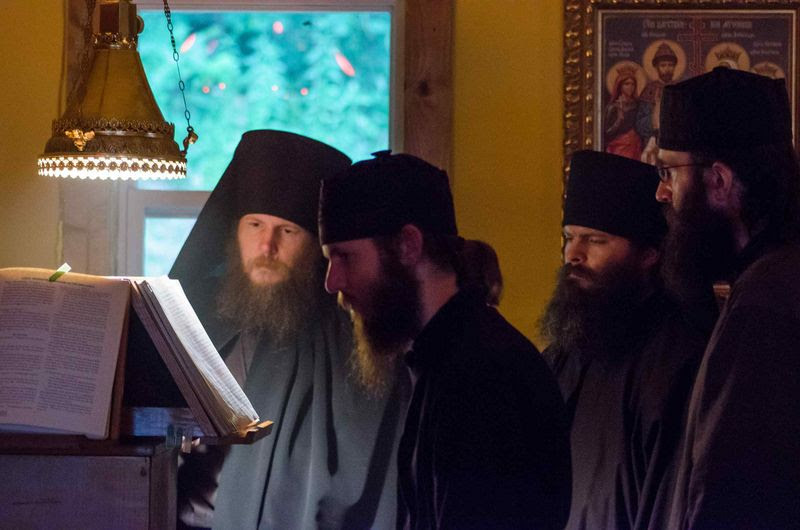

Большинство монахов — принявшие православие американцы. Жизнь монастыря следует основным принципам восточного православного общежительного монашества, в особенности таким качествам, как непрестанная молитва, послушание и трудолюбие. Протоиерей Виктор Потапов так описал Крестовоздвиженский монастырь:

Крестовоздвиженский монастырь удивляет тем, что все монахи — американцы. Песнопения исполняются тоже по-английски, но знаменным русским распевом. Монашеские традиции — строго русские. Если посмотреть на фотографии, создаётся впечатление, что вы находитесь на Валааме или в Оптине. Те же рясы, те же клобуки, то же расписание богослужений. Это не может не нарадовать.

Монахи производят благовония согласно древнеафонским традициям, занимаются иконописью, производят домашнее мыло, продают литургические предметы.
В качестве подворья монастыря действует Иоанно-Богословский скит (город Хирам, штат Огайо).